# Mikalay Yanush
Mikalay Yanush (tiếng Belarus: Мікалай Януш; tiếng Nga: Николай Януш; sinh 9 tháng 9 năm 1984) là một cầu thủ bóng đá Belarus. Tính đến năm 2018, anh thi đấu cho Neman Grodno mượn từ Shakhtyor Soligorsk.

## Sự nghiệp
Anh đạt danh hiệu vua phá lưới Giải bóng đá ngoại hạng Belarus các năm 2014 và 2015.
Yanush ra mắt cho đội tuyển quốc gia ngày 30 tháng 3 năm 2015 trong trận giao hữu trước Gabon.

## Danh hiệu
Shakhtyor Soligorsk
- Vô địch Cúp bóng đá Belarus: 2013–14